# Paragehyra
Paragehyra – rodzaj jaszczurek z rodziny gekonowatych (Gekkonidae).

## Zasięg występowania
Rodzaj obejmuje gatunki występujące endemicznie na Madagaskarze. 

## Systematyka
Rodzaj zdefiniował w 1929 roku francuski herpetolog Fernand Angel w artykule poświęconym nowemu gekonowi z Madagaskaru, opublikowanym na łamach „Bulletin de la Société Zoologique de France”. Gatunkiem typowym jest (oryginalne oznaczenie) Paragehyra petiti.

### Etymologia
Paragehyra: gr. παρα para ‘blisko’; rodzaj Gehyra Gray, 1834.

### Podział systematyczny
Do rodzaju należą następujące gatunki: 
- Paragehyra austini Crottini, Harris, Miralles, Glaw, Jenkins, Randrianantoandro, Bauer & Vences, 2014
- Paragehyra felicitae Crottini, Harris, Miralles, Glaw, Jenkins, Randrianantoandro, Bauer & Vences, 2014
- Paragehyra gabriellae Nussbaum & Raxworthy, 1994
- Paragehyra petiti Angel, 1929